# Принстън (Калифорния)
Вижте пояснителната страница за други значения на Принстън.
Принстън (на английски: Princeton), понякога и Принстън бай дъ Сий (Princeton by the sea, в превод „Принстън край морето“), е селище в окръг Сан Матео, района на залива на Сан Франциско, щата Калифорния, Съединените американски щати.
Пощенският код на Принстън е 94019. Населението му 200 души към 2000 г.